# Eberhard Röhm
Eberhard Röhm (* 11. September 1928) ist ein deutscher Religionspädagoge.

## Leben
Bis 1972 war Röhm Religionslehrer am Albert-Schweitzer-Gymnasium in Leonberg. Von 1972 bis 1993 wirkte er als Pfarrer und Dozent am Pädagogisch-Theologischen Zentrum Stuttgart und war zugleich Redakteur der Zeitschrift entwurf. Er ist Gründer der KZ-Gedenkstätteninitiative Leonberg, dessen Vorsitzender er bis 2012 war. 2003 erhielt er den ersten Ehrendoktor der Erziehungswissenschaftlichen Fakultät der Universität zu Köln. Gemeinsam mit Eckhart Marggraf gab er die Reihe Oberstufe Religion heraus. Er arbeitete auch am Grundkurs Judentum (hrsg. von Dieter Petri und Jörg Thierfelder) mit.

## Veröffentlichungen
- Evangelische Kirche zwischen Kreuz und Hakenkreuz. Bilder und Texte einer Ausstellung. Calwer, Stuttgart 1981, 19833, 4., unveränd. Aufl. 1990, ISBN 3-7668-0688-2.
- Sterben für den Frieden. Spurensicherung: Hermann Stöhr (1898–1940) und die ökumenische Friedensbewegung. Calwer, Stuttgart 1985.
- Kirche – Staat – Politik. Zum Öffentlichkeitsauftrag der Kirche. Calwer, Stuttgart 1985.
- (Mit Jörg Thierfelder):  Juden, Christen, Deutsche 1933-1945 (= Calwer Taschenbibliothek. Bd. 8 [u. weitere in loser Folge]). 4 Bände in 7 Teilbänden. Calwer, Stuttgart 1990–2007, ISBN 978-3-7668-3934-3 (Bd. 1-4.2), 3-7668-3934-9 (Bd. 1-4.2).
- (Mit Wolfgang Schiele): Auf den Spuren von KZ und Zwangsarbeit in Leonberg. Hrsg. von der Stadt, Stadtarchiv und der KZ-Gedenkstätteninitiative Leonberg e. V., Leonberg 2003, ISBN 3-933636-08-6.
- (Mit Hartmut Ludwig u. Jörg Thierfelder): Evangelisch getauft – als »Juden« verfolgt. Theologen jüdischer Herkunft in der Zeit des Nationalsozialismus. Ein Gedenkbuch. Calwer Verlag, Stuttgart 2014, ISBN 978-3-7668-4299-2, S. 70f. (Kurztext, abgerufen am 22. März 2016).
- Das KZ Natzweiler-Struthof in den Vogesen und seine Außenlager in Baden, Württemberg und Hohenzollern. Eine Handreichung zum Besuch der Gedenkstätten (incl. CD-ROM mit weiteren Bildern, Dokumenten, Texten und Unterrichtsvorschlägen). Hrsg. von der Landeszentrale für politische Bildung Baden-Württemberg in Zusammenarbeit mit der Landesarbeitsgemeinschaft der Gedenkstätten in Baden-Württemberg. Erarb. von: Eva Bernhardt, aktualis. von Sibylle Thelen, Torsten Liebig. Red.: Eberhard Röhm, Konrad Pflug. 2., aktualisierte Aufl., LpB, Stuttgart 2014, ISBN 978-3-945414-10-1.